# Antigen-Shedding

Schematische Darstellung des Antigen-Sheddings mit einer ADAM-Metalloproteasen.

Unter dem Begriff Antigen-Shedding versteht man in der Immunologie das Abstoßen von Antigenen von der Zellmembran von Körperzellen. Der Begriff wird vor allem in der Onkologie verwendet. Das Antigen-Shedding ist eine spezielle Form des Ectodomain-Sheddings („Abwerfen einer Außendomäne“), bei dem allgemein Membranproteine von der Zellmembran abgelöst werden.

## Beschreibung
Beim Antigen-Shedding wird die Antigenexpression hochreguliert. Die Tumorzellen konzentrieren die Membranantigene in einem Bereich der Zellmembran (engl. capping = „Deckelbildung“) und werfen sie dann in das Interstitium als freie lösliche Antigene ab (engl. shedding = „abwerfen“). Das Lösen, beziehungsweise Abspalten, der Antigene von der Zellmembran wird durch Proteasen vermittelt. Im Interstitium umgeben die freigesetzten Antigene – auch Shed-Antigene genannt – die Tumorzellen. Sie können aber auch über die Kapillargefäße in die Blutbahn gelangen. Beides führt dazu, dass Antikörper – die Gegenspieler der Antigene – und T-Lymphozyten des Immunsystems, an diese freien Antigene binden, ohne eine Wirkung an der Zielzelle auslösen zu können. Gleiches gilt für im Rahmen einer Krebsimmuntherapie zugeführte Antikörper, Antikörperfragmente oder Antikörper-Mimetika. Die freien Antigene bewirken so eine Immunsuppression. Es handelt sich beim Antigen-Shedding um einen Immunescape-Mechanismus, um der Immunabwehr zu entgehen.
Ein Beispiel für ein von Tumorzellen freigesetztes Antigen ist Mesothelin, das beispielsweise in Adenokarzinomen überexprimiert ist. Das Antigen-Shedding ist eine bei malignen Tumorzellen weit verbreitete Eigenschaft.
Die freigesetzten Antigene können in vielen Fällen in der Diagnostik als Tumormarker verwendet werden.  
Ein dem Antigen-Shedding entgegengesetzter Effekt, allerdings mit ähnlichen Auswirkungen, ist das Antigen-Masking. Hier werden die Antigene auf der Zellmembran durch Polysaccharide überdeckt (maskiert) und können so von Antikörpern nicht markiert, beziehungsweise von T-Lymphozyten nicht erkannt, werden. Auch dies ist ein Immunescape-Mechanismus von Tumorzellen.